# Grubišno Polje durante la guerra de Croacia
En el año 1990, se celebraron las primeras elecciones multipartidarias en Croacia las que le dan el triunfo de Franjo Tuđman y aumentan aún más las tensiones nacionalistas que venían en franco crecimiento desde la muerte de Josip Broz (Tito). Los serbios de Croacia dejaron el Sabor y declararon la autonomía de varias regiones para conformar la República Serbia de Krajina, un intento por independizarse de Croacia y mantenerse unidos a Yugoslavia. Debido a ese incremento de tensiones, Croacia declaró su independencia en junio de 1991, pero esta declaración no tuvo efecto sino hasta el 8 de octubre de 1991. Los problemas étnicos y políticos desembocaron en la Guerra Croata de Independencia o también denominada como la Guerra de Croacia, donde el Ejército Popular Yugoslavo y varios grupos paramilitares serbios se enfrentaron a las nuevas autoridades independentistas.
En ese marco, se desarrollaron operaciones militares en gran parte de la municipalidad de Grubišno Polje durante el segundo semestre de 1991. En el periodo del 31 de octubre al 4 de noviembre de 1991, se desarrolló la ofensiva conjunta de fuerzas policiales y la Guardia Nacional Croata denominada "Operación Otkos - 10" (Cosecha - 10). Como resultado, toda la región de Bilogora fue liberada de fuerzas serbias pacificándose así la zona. 

## Evolución de la situación hacia la guerra.

### Situación demográfica
La presencia de la comunidad serbia en la municipalidad de Grubišno Polje es un factor importante a ser tenido en cuenta para el análisis de la violencia desatada. En el año 1991, ésta era mayoritaria en las localidades menores y en áreas rurales, no así en los centros urbanos más poblados (Grubišno Polje; Veliki Grđevac y Veliki Zdenci). Tal afirmación se puede observar en el siguiente cuadro elaborado con datos del censo de ese año:
| Localidad                       | Total | Croatas | Serbios | Musulmanes | Yugoslavos | Otros |
| ------------------------------- | ----- | ------- | ------- | ---------- | ---------- | ----- |
| Municipalidad de Grubišno Polje | 14206 | 6015    | 4540    | 8          | 636        | 3007  |
| Dapčevački Brđani               | 110   | 0       | 101     | 0          | 2          | 7     |
| Cremušina                       | 83    | 0       | 78      | 0          | 4          | 1     |
| Dijakovac                       | 105   | 44      | 57      | 0          | 0          | 4     |
| Donja Kovačica                  | 369   | 225     | 44      | 0          | 1          | 99    |
| Donja Rašenica                  | 233   | 67      | 30      | 0          | 1          | 135   |
| Dražica                         | 282   | 263     | 3       | 0          | 0          | 16    |
| Gornja Kovačica                 | 350   | 91      | 207     | 0          | 23         | 19    |
| Gornja Rašenica                 | 200   | 82      | 71      | 0          | 12         | 35    |
| Grbavac                         | 302   | 150     | 20      | 0          | 7          | 125   |
| Grubišno Polje                  | 3501  | 1320    | 1294    | 4          | 225        | 628   |
| Ivanovo Selo                    | 441   | 102     | 1       | 0          | 0          | 338   |
| Lončarica                       | 199   | 9       | 186     | 0          | 2          | 2     |
| Mala Barna                      | 106   | 17      | 79      | 0          | 1          | 9     |
| Mala Dapčevica                  | 61    | 0       | 55      | 0          | 3          | 3     |
| Mala Jasenovača                 | 72    | 0       | 71      | 0          | 0          | 1     |
| Mala Peratovica                 | 199   | 6       | 187     | 0          | 2          | 4     |
| Mala Pisanica                   | 248   | 131     | 33      | 0          | 15         | 69    |
| Mali Grđevac                    | 205   | 2       | 175     | 0          | 7          | 21    |
| Mali Zdenci                     | 511   | 502     | 91      | 0          | 15         | 196   |
| Munije                          | 93    | 30      | 19      | 0          | 2          | 42    |
| Orlovac Zdenački                | 350   | 106     | 130     | 0          | 4          | 110   |
| Pavlovac                        | 842   | 567     | 80      | 1          | 46         | 148   |
| Poljani                         | 337   | 169     | 15      | 0          | 8          | 145   |
| Rastovac                        | 142   | 13      | 58      | 0          | 2          | 69    |
| Sibenik                         | 124   | 16      | 93      | 0          | 7          | 8     |
| Topolovica                      | 149   | 77      | 61      | 0          | 4          | 7     |
| Treglava                        | 165   | 23      | 20      | 0          | 0          | 122   |
| Turčević Polje                  | 158   | 52      | 90      | 0          | 4          | 12    |
| Velika Barna                    | 729   | 319     | 335     | 0          | 39         | 36    |
| Velika Dapčevica                | 105   | 4       | 94      | 0          | 6          | 1     |
| Velika Jasenovača               | 102   | 82      | 8       | 0          | 0          | 12    |
| Velika Peratovica               | 172   | 3       | 164     | 0          | 1          | 4     |
| Veliki Grđevac                  | 1525  | 1055    | 260     | 3          | 51         | 156   |
| Veliki Zdenci                   | 1323  | 667     | 198     | 0          | 88         | 373   |
| Zrinska                         | 313   | 117     | 132     | 0          | 24         | 40    |

### Situación Sociopolítica
La situación del municipio de Grubišno Polje, al inicio del año 1991, era similar al resto de las regiones con importante mayoría serbia. Las comunidades croata y serbia se congregaron alrededor de la Unión Democrática Croata (HDZ) y del Partido Democrático Serbio (SDS) respectivamente. Desde su creación, este último partido se opuso a la autonomía o independencia de Croacia y a las autoridades croatas elegidas en 1990. Su oposición se manifestó a través de la política de autonomía serbia cuyo expresión era la autodenominada "Región Autónoma Serbia de la Krajina". Ello derivará en una oposición armada para mantener a la república como parte de Yugoslavia y, ante la posibilidad, lograr una región bajo dominio serbio para evitar ser súbditos de los croatas.
En enero de 1991, se producen los primeros incidentes regionales. En Virovitica, unos 520 croatas armados, conducidos por el líder del HDZ local,  Đuro Dečak, rodean los cuarteles del JNA de la ciudad. Luego de unos días, son desbloqueados y el 25 de ese mes, tres de los organizadores son detenidos. Luego de esos hechos, los serbios de Grubišno intensifican su presión y protestan abiertamente en favor del JNA y en contra de la separación croata de Yugoslavia. En consecuencia, las primeras barricadas y emigración forzada se producen en el área de Mali Grđevac y Velika Peratovica. A partir de entonces, la población croata comienza a ser aterrorizada.
Luego del referéndum por la independencia croata de mayo de 1991 (donde el 67% de los ciudadanos participaron, el voto positivo en la municipalidad fue 91,3% - 14 aldeas de Bilogora no participaron), se produce una fuerte reacción serbia liderada por el SDS en Bilogora. La policía se ve impedida de patrullar en algunos sectores. En junio, se difunden los primeros reportes de presencia de grupos armados en la zona del polígono de tanques del JNA de Gakovo.
Ante el fuerte aumento de tensiones, el 12 de agosto de 1991, en la sesión del comité del SDS de Eslavonia Occidental, se promulga la creación de la Región Autónoma Serbia de Eslavonia Occidental (SAO-ZS). En esa sesión es elegido presidente de la SAO ZS, Veljko Džakula. En el momento de la declaración, comprendía Pakrac, Daruvar, Grubišno Polje, Podravska Slatina, partes de Orahovica y Okučani.
Este levantamiento se concretó, inicialmente, con el emplazamiento de barricadas en sectores controlados por los serbocroatas y la movilización de la estructura militar. A principios de septiembre de ese mismo año, los serbios pusieron bajo su control casi dos tercios del territorio del municipio de Grubišno Polje. La ocupación de las localidades fue acompañada por disparos e intimaciones a la población croata y a otras no-serbias y saqueo de las propiedades

## Teritorijalna obrana (TO) Grubišno Polje

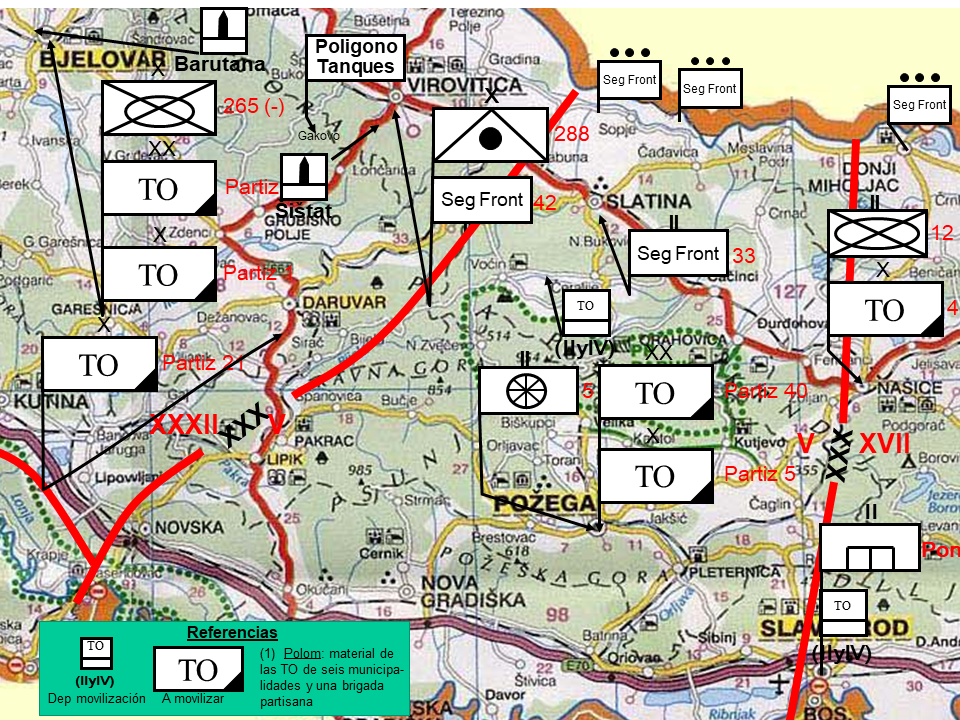
Despliegue del JNA a mediados de 1991.

El JNA participa activamente en el proceso de creación de la fuerza militar serbocroata proveyéndole armamento e instrucción militar. Si bien las instalaciones militares existentes en la zona que pasarán a manos serbias eran solamente el polígono de tanques de Gakovo, existían otros cuarteles en los alrededores.
Se debe mencionar que Yugoslavia, antes de la guerra, era un país militarizado. Producto de la Segunda Guerra Mundial había adoptado la doctrina de Defensa Nacional Total o Defensa Total del Pueblo. Debido a ello, cada república constitutiva tenía sus TO (Teritorijalna odbrana) o Fuerzas de Defensa Territorial que integraban el JNA pero eran armadas y financiadas por ellas. Ante la escalada del conflicto, las TO habían sido desarmadas en 1990 colocando su material en depósitos del JNA. El más próximo era el de Doljani (Daruvar) conteniendo el armamento de seis municipales y una brigada partisana (la 21ra).
A inicios de julio de 1991 se constituyó al noroeste de Grubišno Polje, el  "Bilogorski odred Teritorijalne obrane Grubišnog Polja" con puesto comando en Velika Peratovica y un efectivo aproximado de 750 miembros en cuatro compañías. Este TO estuvo operacional desde el 1 de agosto, siendo su jefe Rudo Čakmak Inicia los primeros combates el 17 de agosto con el ataque la ciudad de Grubišno Polje. 
Tenía dos batallones. Uno con comando en Velika Peratovica con sector de responsabilidad en Turčević Polje, Lončarica y en la misma Velika Peratovica y otro en Mali Grđevac y responsabilidad en Zrinski, Mali Grđevac y Velika Peratovica.
El material que disponía era:
- Fusil francotirador 15.
- Fusiles automáticos 7,62: 500.
- Fusiles semiautomáticos: 133.
- Fusiles M-48: 50.
- Morteros MB 120: 2.
- Morteros MB 82: 4.
- Morteros MB 60: 6.
- RB: 6.
- M79 Osa: 4.
- Lanzacohetes M80 "Zolja": 200.
- Cañón de Montaña 76 mm M48: 1
- BOV – PA 20 mm: 4

## Acciones defensivas Croatas y ataque a la ciudad

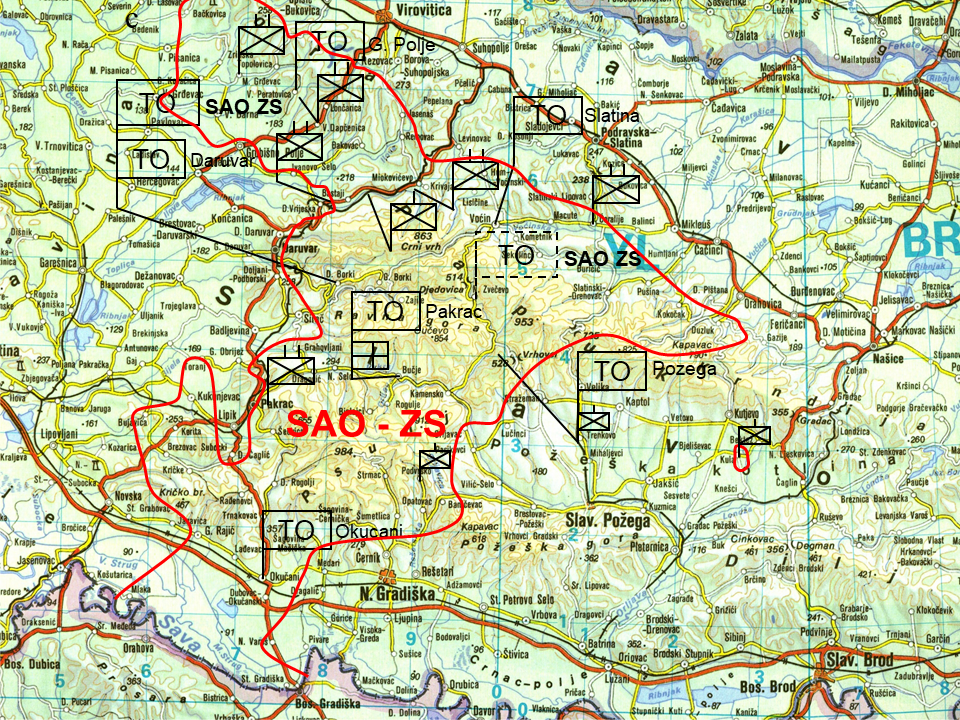
Región Autónoma Serbia de Eslavonia Occidental. Límites aproximados del sector bajo su dominio a inicios de septiembre de 1991.

Ante las actitudes de rebeldía de la población serbia y las del Ejército Popular Yugoslavo, la policía era la única fuerza con que contaba Croacia para poder hacer cumplimentar sus aspiraciones. Al no poder tener la República Socialista de Croacia su propio ejército por estar enmarcada en Yugoslavia, la policía pasó a tener un rol clave.
En el año 1990, se constituye el Departamento (o Administración) de Policía (Policijska uprava - PU) Bjelovar. Este era una de las más grandes estructuras organizativas del Ministerio del Interior de la República de Croacia. Su zona de responsabilidad incluía nueve municipios con el mismo número de estaciones de policía (PS): Bjelovar, Čazma, Daruvar, Grubišno Polje, Đurđevac, Koprivnica, Križevci, Pakrac y Virovitica.
Su creación fue una forma de diferenciarse de las estructuras yugoslavas (milicias) heredadas. Croacia intentó transformar sus organizaciones internas por los cual el Secretariado Republicano de Interior pasó a ser Ministerio del Interior; los secretariados regionales de interior pasaron a ser departamentos policiales, las estaciones de seguridad pública pasaron a ser estaciones de policía.
En otoño de 1990, se incrementó el conflicto interétnico en Eslavonia Occidental. Los incidentes principales tienen lugar en las municipalidades con mayoría Serbia como eran Pakrac, Daruvar, Grubišno Polje y Virovitica. En ellas se producen algunos ataques a estaciones policiales con el fin de obtener armamento. Al final del año, aparecieron barricadas en los caminos alrededor de Pakrac.

### Establecimiento del Comando de Crisis en Grubišno Polje
En respuesta de la actitud serbia, el sector croata organizó la defensa de Bilogora. Al inicio, la única fuerza disponible en la municipalidad era la estación de policía de Grubišno Polje a la cual se le sumó el componente de la reserva movilizada con no-serbios, mayormente voluntarios del HDZ Para una mejor cobertura del área, el 18 de diciembre de 1990, se constituyó una estación de policía en Veliki Grđevac evitando así la exposición del área habitada por serbios. Entonces, los ciudadanos serbios, que constituían dos tercios del personal policial de Grubisno, dejaron el servicio. Posteriormente, llegaron los primeros refuerzos de Bjelovar, Virovitica, Đurđevac y Koprivnica. 
Para agosto de 1991, la fuerza de la estación de policía contaba con unos 140 miembros. En septiembre de 1991, cumplimentando la Ley de Asuntos Internos, parte de la policía pasó a constituir la Guardia Nacional Croata (ZNG).
El 9 de agosto de 1991 se estableció el Comando de Crisis de Grubišno Polje a los efectos de mejorar la coordinación de la defensa del área. Inmediatamente después, el 12 de agosto, se conforma la Guardia Nacional Grubišno Polje con el personal disponible, exclusivamente voluntarios y armamento recolectado con el apoyo de la policía local y el Batallón ZNG 50 Virovitica.
La confrontación violenta se inicia el 11 de agosto en la municipalidad fundamentalmente sobre la ruta Virovitica - Grubišno Polje. Entonces, centro de la actividad serbia se da en el área de Velika Peratovica y Gakovo (dónde el JNA tenía las instalaciones de tiro de tanques). Ante esos eventos, la policía establece estaciones de policía en:
- Grubišno Polje - salida hacia Virovitica,
- Grubišno Polje - salida hacia Velika Barna.
- Grubišno Polje - Calle J. Klović.
- Cruce en Veliki Zdenci.
- Cruce en Ivanovo Selo.
- Donja Rašenica, cruce Gornja Rašenica.
- Veliki Grđevac, cruce a Gornja Kovačica.

Complementariamente, se formó una fracción de morteros y otra de intervención.

### Período con iniciativa serbia. Ataque a la ciudad del 17 de agosto
Después de una serie de ataques menores, el 17 de agosto de 1991, los serbios atacan Grubišno Polje en forma abierta. Lo hicieron con fuego de morteros y luego con un ataque de infantería. Los croatas logran defender la localidad resultando dos policías y cuatro civiles heridos. Tal situación incrementa el número de voluntarios a la fuerza defensiva aunque no todos pueden ser incorporados por la falta de armamento.
A fines de agosto, se disuelve la Asamblea de la Municipalidad de Grubišno Polje pasando todo el gobierno a manos croatas. El 29 de agosto se establece la Comisión para la Municipalidad de Grubišno Polje.
Después del ataque del 17, siguió un hostigamiento a diario tanto con morteros como fuego de infantería. El 21 de septiembre de 1991 se produce otro amplio ataque contra Grubišno Polje, Donjia Rašenica y Ivanovo Selo, con esfuerzo principal en esta última. En el ataque se emplearon tres vehículos blindados. Como consecuencia, los serbios destruyeron el puente sobre el río Peratovica, controlaron la ruta Grubišno Polje - Ivanovo Selo y ocuparon temporalmente a Donja Rašenica e Ivanovo Selo. En esta última localidad se produce una masacre de civiles (7 muertos y 5 heridos) y el saqueo de casas croatas.
El ataque a Grubišno Polje fue rechazado con éxito y el mismo día se llevó a cabo un contraataque de las fuerzas croatas, con los esfuerzos conjuntos de ZNG Grubišno Polje y Daruvar, la policía local y la Unidad de Policía Especial Omega.
En la segunda quincena de septiembre, tropas croatas bloquearon y atacaron los cuarteles de JNA de las partes del país sin mayoría serbia con el fin de procurarse armas. Entre ellos, el 17 de septiembre se produce la ocupación del vojarna Polom (Cuartel Polom) en Doljani unos kilómetros al sur de Daruvar lo que sirve para armar a los combatientes en Eslavonia Occidental. Esa obtención de armamento permitió el establecimiento del Batallón Independiente 57 (luego renombrado como 77) Grubišno Polje de la Guardia Nacional Crioata (ZNG) el 26 de septiembre. Al completar y equipar al batallón, se estableció una línea de defensa sólida de más de treinta kilómetros lográndose un equilibrio táctico, incremento de la moral y protección de las localidades bajo control croata en los alrededores de Grubišno Polje. El batallón llegó a tener casi 900 miembros.

## Período de iniciativa Croata - Operación Otkos - 10

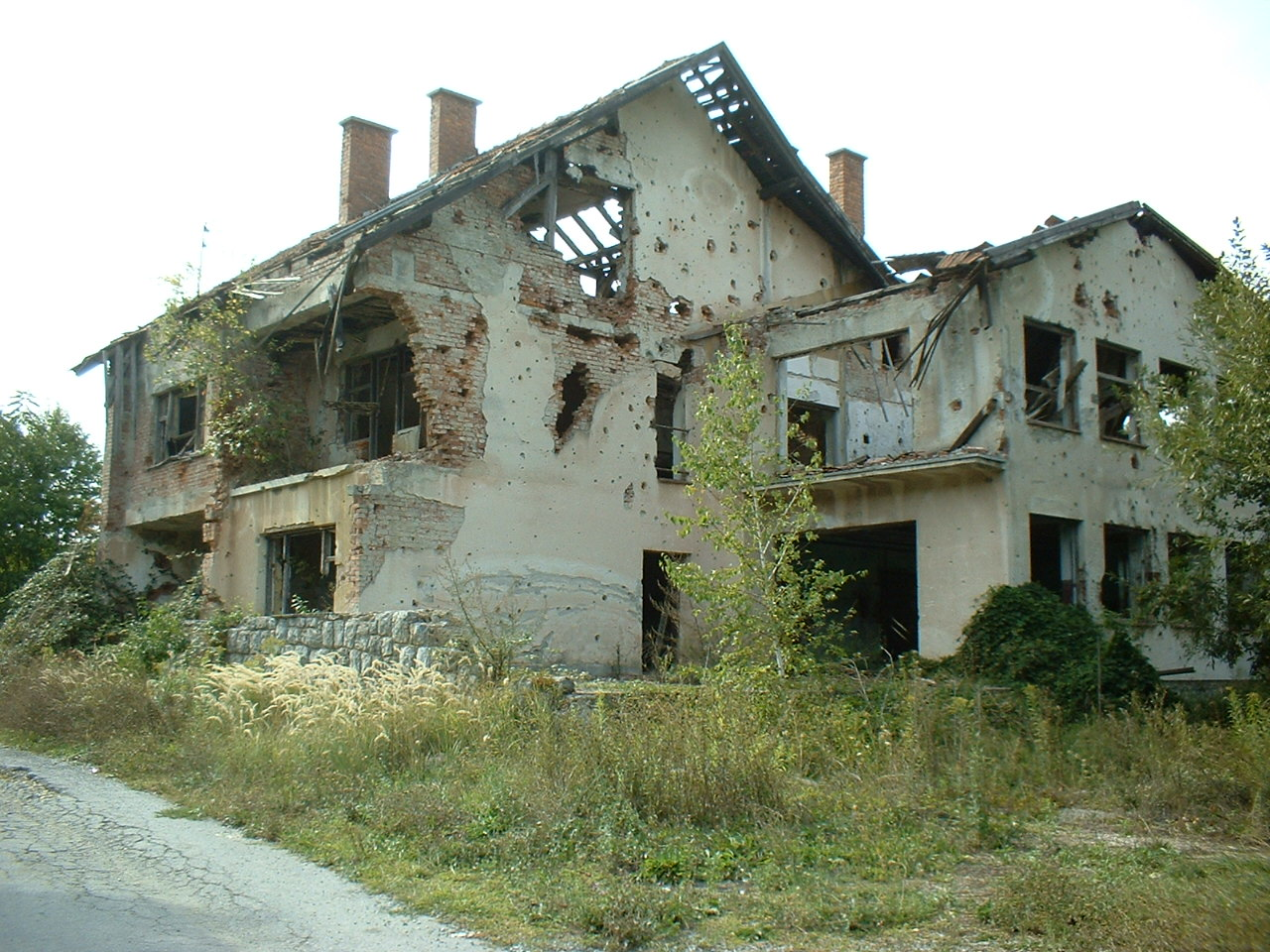
Lončarica. Vestigios de la guerra.

El comando de la 2.ª Zona Operativa "Bjelovar", con jurisdicción en la zona de Grubišno Polje, aprobó una operación de la liberación de la región dadas las grandes posibilidades de éxito existentes: libertad de movimiento de fuerzas disponibles con buena aptitud de combate; alta moral de las tropas; debilidad de las fuerzas serbias; previsión de pocas bajas tanto civiles como militares. Para ello, se emplearían todas las fuerzas disponibles de los distritos de Garešnica, Đurđevac, Bjelovar, Virovitica, Grubišno Polje y Daruvar. El jefe de la operación, a la que se denominó Otkos - 10, sería el Comandante de Defensa de Grubišno Polje, Franjo Kovačević. Este nombró a la operación de esa manera ya que Otkos es la cosecha de pasto que se realiza en la región y 10 por el mes en realizarse.
El plan de operaciones estableció que las fuerzas croatas se desplegarían en tres sectores: norte, oeste y sur:
- La dirección oeste incluía Fuerza de la Policía Especial de Bjelovar junto con elementos independientes de Đurđevac y Velika Pisanica. Su dirección principal de ataque sería Nova Pisanica - Zrinska - Mali Grđevac.
- La unidad a cargo del ataque en el sector norte fue la Brigada ZNG 127 Virovitica, reforzada por una compañía del ZNG de Koprivnica. El esfuerzo principal sería la línea Virovitica - Lončarica - Velika Dapčevica. También participaron el Batallón Independiente ZNG 55 Bjelovar, el Batallón Independiente ZNG 52 Daruvar y la Compañía Independiente de Garešnica.
- En el sector sur, el esfuerzo principal sería llevado a cabo por el Batallón Independiente ZNG 57 Grubišno Polje, reforzado por personal de la Estación de Policía de Grubišno Polje, la Compañía Independiente del ZNG de Veliko Trojstvo y fracciones de la Brigada ZNG 105 Bjelovar. El número total de combatientes asignados a esta dirección fue de alrededor de mil. Su esfuerzo principal sería dirección Grubišno Polje - Dapčevački Brđani - Velika Dapčevica y los esfuerzos auxiliares: Veliki Grđevac - Gornja Kovačica; Grubišno Polje -Velika Barna - Velika Peratovica e Ivanovo Selo - Rastovac - Munije.

### Desarrollo de la operación
Las operaciones se iniciaron el 31 de octubre de 1991. Ese día se desarrollaron las acciones más violentas contra las milicias serbias que se defendían en posiciones bien establecidas. Las tropas croatas lograron romper la primera línea de defensa y progresar de 3 a 5 kilómetros. Las aldeas de Gornja Kovačica, Velika Barna, Gornja Rašenica, Treglava y Rastovac fueron ocupadas y la ruta Grubišno Polje - Veliki Grđevac se abrió al tránsito.
El segundo día, el 1 de noviembre, los serbios se defienden con intensidad desigual: algunas posiciones se repliegan pero en el área de Lončarica, Velika Peratovica y Dapčevic Brđana la resistencia es fuerte asegurando la evacuación de civiles. Ese día, Lončarica, Zrinska, Sibenik y Cremušina fueron liberados.
El 2 de noviembre, los croatas mantienen la total iniciativa mientras que la defensa serbia era muy débil aunque reciben apoyo aéreo. El objetivo de este apoyo fue asegurar el repliegue en dirección a Papuk. Ese día se liberó de la carretera principal Grubišno Polje - Virovitica y se ocupó completamente el espacio al oeste de ella. El mismo día son tomados Velika y Mala Peratovica.
El cuarto día, el 3 de noviembre, las fuerzas croatas ingresan al polígono de tiro de tanques de Gakovo. 
El día siguiente, 4 de noviembre, las fuerzas de la ZNG y la policía del sector sur, fortalecidas por fuerzas nuevas de la reserva operativa, continuaron los ataques y liberaron las aldeas de Munia, Turčević Polje y Dijakovac. De esta manera, los croatas alcanzan el río Ilova tomando total control del municipio de Grubišno Polje y colocando bajo su dominio 370 km² de territorio. Por ello, ese día se celebra como el Día de la Liberación de Grubišno Polje.

## Participación de tropas de Grubišno Polje en otros campos de combate
Después de la derrota de las tropas serbias y la liberación del área ocupada del municipio el Batallón 57 de Grubišno Polje y la estación de policía de esa ciudad continuaron la lucha. En el área de Daruvar, combaten en Bastajski Brđani y en la liberación de Mali y Veliki Miletinca, Malo y Veliki Bastaja, Potočani, Katinac, Koreničanai, Đulovac, Donji Daruvar y Gornje Vrijeska. En el área de Pakrac, participaron en la toma de Kusonje y en los combates de Pakračke Vinograde, Kraguj y Brusnik.
Con el establecimiento de la UNPA (United Nations Protection Area) por parte de Naciones Unidas luego del alto el fuego acordado en Sarajevo el 2 de enero de 1992, el Batallón Independiente del HV 57 (luego 77) Grubišno Polje es parcialmente desmovilizado y parte de esa fuerza pasa a componer el Batallón de Defensa Grubišno Polje con la responsabilidad de supervisar la región de Bilogora incluidos en la UNPA. En 1994 es incorporado al Regimiento de Defensa Local 52 de Daruvar. Con esa unidad participa de las Operaciones Bljesak y Oluja en 1995, luego de las cuales es totalmente desmovilizado.